# Rafał Trzaskowski
Rafał Kazimierz Trzaskowski (Varsó, 1972. január 17. –) lengyel politológus, liberál-konzervatív párti politikus, Varsó főpolgármestere (2018-tól).

## Élete
1972-ben, Varsóban született, értelmiségi családban. Apja, Andrzej Trzaskowski ismert zongorista és zeneszerző, míg apai dédapja, Bronisław Trzaskowski a 19. században az első lengyel lánygimnáziumok alapításában vett részt, és kora elismert nyelvészeként tartották számán.
Nyolcévesen szerepelt a lengyel televízió A mi kertünk című, gyerekeknek szóló tévésorozatában (1980). Tinédzserként több hónapon át tanulhatott ausztrál és amerikai középiskolákban. A Varsói Egyetemen 1996-ban angolból és nemzetközi kapcsolatokból diplomázott, majd egy évre rá mesterszakos képzésen vett részt a főváros melletti Natolinban található Európa Kollégiumban, később pedig az Oxfordi Egyetemre, illetve a párizsi uniós Stratégiai Tanulmányok Intézetébe járt ösztöndíjjal. 2004-ben a Varsói Egyetemen szerzett doktori fokozatot politológiából.
A 2000-es évek elejétől a lengyel EU-tagságot előkészítő Jacek Saryusz-Wolski munkatársa volt, majd a 2009-es EP-választáson – a Polgári Platform (PO) színeiben indulva – mandátumot szerzett. Az Európai Parlamentben digitális politikával és adatvédelemmel foglalkozott, 2013-tól pedig – egy rövid ideig – Donald Tusk kormányában a közigazgatási és digitalizációért felelős miniszteri posztot töltötte be. 2014-ben megkapta az európai ügyekért felelős külügyminiszter-helyettesi pozíciót, s az új kormányfő, Ewa Kopacz megbízottjaként tevékenykedett az uniós tanácskozásokon.
2018-ban, lengyel helyhatósági választásokon, a konzervatív-liberális PO és a liberális Modernek (Nowoczesna) pártszövetsége, a Polgári Koalíció jelöltjeként elnyerte Varsó főpolgármesteri székét. Ebben a minőségében, 2019. december 16-án Karácsony Gergely budapesti, Matús Vallo pozsonyi és Zdenek Hrib prágai főpolgármesterekkel közösen egyezményt írt alá a Szabad Városok Szövetségéről. A nyilatkozatban a négy politikus megfogalmazta, hogy közösen szeretnének fellépni a politikai populizmus ellen, és együtt lobbiznak az Európai Unióban az általuk fontosnak tartott célokért. 2024 júniusában 60%-os eredménnyel őrizte meg tisztségét. 
Trzaskowski indult a 2020-as lengyelországi elnökválasztáson Andrzej Duda hivatalban lévő elnök legtámogatottabb kihívójaként. A választás június 28-i első fordulóján Duda 44%-os támogatottságot szerzett, míg Trzaskowski 30%-ot kapott. Mivel egyik jelölt sem szerzett abszolút többséget, szükségessé vált a július 12-i második forduló megrendezése, most már csak Duda és Trzaskowski részvételével. Ekkor alulmaradt Dudával szemben, aki a szavazatok 51,2%-át megszerezve nyert. Miután a párton belüli előválasztáson legyőzte Radosław Sikorski külügyminisztert, a Polgári Koalíció (KO) őt jelölte a 2025. évi elnökválasztásra, melynek első fordulójában (május 18.) az első helyen végzett, de csak a vártnál jóval kisebb, két százalékponton belüli különbséggel előzte meg a konzervatív Karol Nawrockit.